# Rubefazienz
Als Rubefazienz (von lateinisch ruber ‚rot‘, und facere ‚machen‘; Rubefaciens [remedium], Plural Rubefacientia [remedia] ‚Rotmacher‘, von remedium ‚Heilmittel‘, also ‚hautrötende Mittel‘, Hyperämikum (‚durchblutungsförderndes Mittel‘, vgl. Hyperämie) oder Phlogistikum (‚entzündungsanregendes Mittel‘, von altgriechisch φλογια phlogia, deutsch ‚Entzündung‘)) werden hautreizende Stoffe zur äußeren Anwendung bezeichnet, die zur Anregung der Durchblutung eingesetzt werden. Rubefacientia bewirken durch eine Hautreizung eine örtlich abgegrenzte Entzündung, die über die Reizung von Nervenendigungen zu einer Erweiterung der Hautgefäße führt. Über einen Reflexbogen kommt es auch im darunterliegenden Gewebe zu einer Gefäßweitstellung (Dilatation) und damit zu einer gesteigerten Durchblutung.
In der Dermatologie werden die Rubefazientien definiert als „Linimente oder andere Zubereitungen mit Ammoniak und/oder ätherischen Ölen (Rosmarinöl), Kampher und Scharfstoffen (Capsaicin), die zu einer verstärkten Hautdurchblutung oder einer Reizung der Hautnerven führen.“
Hyperämika werden in Form von Salben, Einreibungen oder als Wärmepflaster verabreicht. Anwendungsgebiete sind subakute und chronische Gelenkentzündungen, Sehnenscheidenentzündungen, Muskelschmerzen, Nervenentzündungen, entzündliche Ödeme, Phlegmone und Abszesse. Die Firma Robugen bot als hyperämisierenden Salbenstift einen „Rheumastift“ an.
In der Vergangenheit wurden auch stärker reizende Mittel eingesetzt, die nach ihrer Wirkung Vesicantia (blasentreibende Mittel, Blister), Pustulantia (Pusteln erzeugende Mittel), Suppurantia (eiterziehende Mittel) und Ätzmittel genannt wurden. Rubefacientia, Vesicantia, Pustulantia und Suppurantia wurden unter dem Oberbegriff der Epispastica zusammengefasst. Der Einsatz von entzündungsanregenden Mitteln, die über das Maß einer Hautrötung (lateinisch: Rubedo) hinausgehen, ist mittlerweile überholt.
Zu den Rubefacientia gehören ätherische Öle, Nikotinsäureabkömmlinge (Methylnicotinat, Benzylnicotinat, Nicoboxil), Salicylsäuremethylester und Capsaicin einschließlich synthetischer Abkömmlinge wie Nonivamid. Die Wirksamkeit von Arnikatinktur ist zweifelhaft und kann lokale Überempfindlichkeitsreaktionen auslösen. Zu den Vesicantia gehören Allylsenföl, Cantharidin („Schwarzer Blister“) und Quecksilber(II)-iodid („Roter Blister“).
Früher verwendete man als Rubefacientia außerdem zum Beispiel auch noch schwarzen Senf, Essigsäure, Mineralsäuren, heiße Umschläge, Terpentinöl, Harzpflaster, Brennnesseln, Alkaloide der Veratrin-Gruppe, Schwefelsäure, Salpetersäure, Salzsäure, Quecksilbersublimate, Iod sowie auch Elektrizität in Form des Faradayschen Pinsels.